# Frederik Julius Christian Güldencrone
Frederik Julius Christian lensbaron Güldencrone (12. marts 1765 i København – 1. juli 1824 på Moesgård) var en dansk godsejer og stiftamtmand.
Han var en søn af gehejmeråd, lensbaron Christian Frederik Güldencrone, studerede ved Sorø Akademi, blev 1778 kammerjunker, ledsagede 1785 faderen til Wien, hvor denne var blevet gesandt, blev selv 1786 legationssekretær sammesteds og 1788 under faderens fraværelse chargé d'affaires. I slutningen af samme år blev han afsendt til Danmark for at overbringe investiturakten af Hertugdømmet Holsten og udtrådte 1789 af statstjenesten, da han efter faderens død havde arvet baroniet Wilhelmsborg. 1792 blev han kammerherre, 1795 deputeret i Det vestindisk-guineiske Rente- og General-Toldkammer, men hans svækkede helbred nødte ham allerede 1797 til at opgive denne stilling, som han havde røgtet med stor nidkærhed og dygtighed. 1799 blev han amtmand over Randers Amt, men måtte atter på grund af sygelighed opgive dette embede 1801 og blev sat på ventepenge. Imidlertid bedredes hans tilstand hurtig så vidt, at han 1804 kunne overtage stiftamtmandsposten i Aarhus Stift, og her virkede han nu, indtil han 1820 definitivt afskedigedes af statstjenesten.
Han blev 1808 Storkors af Dannebrog, 1812 Dannebrogsmand, 1813 gehejmekonferensråd og døde 11. juli 1824 på Moesgård. Han var en i høj grad pligtopfyldende og afholdt embedsmand, og han gjorde sig desuden fortjent ved de store forbedringer, han indførte på Vilhelmsborg og på Marselisborg, som han købte 1805. På Moesgård oprettede han et bibliotek med over 8.000 bøger. Han var i begyndelsen af 1800-tallet Aarhus bys største skatteyder, men gik fallit i 1821.[kilde mangler]
Han var gift 1. gang med Cathrine Marie de Thygeson (1774 – 1803), datter af justitsråd Thyge de Thygeson til Mattrup, 2. med Louise Charlotte f. komtesse Knuth, datter af gehejmeråd, greve Johan Henrik Knuth og Constance Alexandrine f. komtesse Cosell.

## Ekstern henvisning
- Biografi Arkiveret 22. august 2011 hos  Wayback Machine i Dansk biografisk leksikon 1. udgave

| Efterfulgte: Poul Rosenørn Gersdorff                    | Amtmand over Randers Amt 14. juni 1799 - 9. september 1801 | Efterfulgtes af: Jens Benzon         |
| Efterfulgte: Caspar Wilhelm von Munthe af Morgenstierne | Stiftamtmand over Aarhus Stift 25. maj 1804 - 1. juli 1820 | Efterfulgtes af: Peter Otto Rosenørn |
| Efterfulgte: Caspar Wilhelm von Munthe af Morgenstierne | Amtmand over Aarhus Amt 25. maj 1804 - 1. juli 1820        | Efterfulgtes af: Peder Otto Rosenørn |